# Anvar Mammadkhanli
 (octobre 2024).
La mise en forme du texte ne suit pas les recommandations de Wikipédia : il faut le « wikifier ».
Les points d'amélioration suivants sont les cas les plus fréquents :
- Les titres sont pré-formatés par le logiciel. Ils ne sont ni en capitales, ni en gras.
- Le texte ne doit pas être écrit en capitales (les noms de famille non plus), ni en gras, ni en italique, ni en « petit »…
- Le gras n'est utilisé que pour surligner le titre de l'article dans l'introduction, une seule fois.
- L'italique est rarement utilisé : mots en langue étrangère, titres d'œuvres, noms de bateaux, etc.
- Les citations ne sont pas en italique mais en corps de texte normal. Elles sont entourées par des guillemets français : « et ».
- Les listes à puces sont à éviter, des paragraphes rédigés étant largement préférés. Les tableaux sont à réserver à la présentation de données structurées (résultats, etc.).
- Les appels de note de bas de page (petits chiffres en exposant, introduits par l'outil «  Source ») sont à placer entre la fin de phrase et le point final[comme ça].
- Les liens internes (vers d'autres articles de Wikipédia) sont à choisir avec parcimonie. Créez des liens vers des articles approfondissant le sujet. Les termes génériques sans rapport avec le sujet sont à éviter, ainsi que les répétitions de liens vers un même terme.
- Les liens externes sont à placer uniquement dans une section « Liens externes », à la fin de l'article. Ces liens sont à choisir avec parcimonie suivant les règles définies. Si un lien sert de source à l'article, son insertion dans le texte est à faire par les notes de bas de page.
- La présentation des références doit suivre les conventions bibliographiques. Il est recommandé d'utiliser les modèles {{Ouvrage}}, {{Chapitre}}, {{Article}}, {{Lien web}} et/ou {{Bibliographie}}. Le mode d'édition visuel peut mettre en forme automatiquement les références.
- Insérer une infobox (cadre d'informations à droite) n'est pas obligatoire pour parachever la mise en page.

Pour une aide détaillée, merci de consulter Aide:Wikification.
Si vous pensez que ces points ont été résolus, vous pouvez retirer ce bandeau et améliorer la mise en forme d'un autre article.
Anvar Mammadkhanli (en azéri : Ənvər Qafar oğlu Məmmədxanlı), né le 15 février 1913 (28 février dans le calendrier grégorien) à Göyçay (Azerbaïdjan) et mort le 19 décembre 1990 à Bakou, est un écrivain azerbaïdjanais, scénariste, traducteur, Écrivain du peuple de la RSS d'Azerbaïdjan.

## Biographie
Anvar Mammadkhanli a cinq ans lorsque la République démocratique d'Azerbaïdjan est instaurée sous les bolcheviks. L'idéalisme et l'énergie du communisme soviétique des années 1920 marqué son œuvre. Anvar Mammadkhanli étudié au collège technique de Bakou. Il fait deux années d'études à distance au prestigieux Institut de pétrole de Bakou. Malgré sa formation technique, dans les années 1930, Mammadkhanli se lance dans la traduction et le travail éditorial. Il travaille comme correspondant spécial du journal de l'armée azerbaïdjanaise Qizil Ordu pendant la Seconde Guerre mondiale. En 1944-1946, il est correspondant spécial du journal militaire Vatan yolunda, publié à Tabriz. Mammadkhanli travaille pendant 18 ans comme scénariste  dans l’Azerbaïdjanfilm. Il continue à traduire des classiques littéraires en azerbaïdjanais et fait partie des délégations soviétiques qui visitent Cuba, la Turquie et l'Espagne. 

## Activité littéraire
La première histoire Tourbillon (1934) est dédiée aux pétroliers de Bakou. Le premier recueil d’Anvar Mammadkhanli d'histoires est Les nuits de Bakou (1935). La prose de Mammadkhanli est particulièrement lyrique. En 1939, le critique Mikayil Rzaguluzade décrit le jeune écrivain comme le fondateur de la prose lyrique, psychologique et émotionnelle en Azerbaïdjan. Quarante-cinq ans plus tard, un autre critique, le professeur Abbas Zamanov, le surnomme « poète de la prose ».
Ses personnages sont des penseurs modernes pour leur temps, sensibles, avec un sens des responsabilités et du devoir envers la société. À travers ses personnages, Mammadkhanli entraîne le lecteur dans la lutte pour la justice, la vérité, de nouvelles façons de penser et des idéaux élevés contre l'inertie, l'hostilité, l'égoïsme et les concepts dépassés. Même lorsque certains personnages meurent dans la lutte, l'engagement de l'écrivain à combattre l'injustice sociale ne faiblit pas. Les nuits de Bakou et les histoires Sevinj et la mort de ma mère faisaient partie des manuels scolaires en Azerbaïdjan depuis plus de 40 ans.